# Cerveza Sol
Cerveza Sol es el nombre de una cerveza mexicana del grupo Cervecería Cuauhtémoc Moctezuma fundada en la Ciudad de México en 1899, de características clara del tipo lager, poco amarga con un grado alcohólico de 4.2° GL y 129 calorías, desarrollada en la Ciudad de México por la extinta cervecera El Salto del Agua. Su sabor y el significado universal de su nombre, le han permitido incursionar en más de 50 países desde América (principalmente América Latina), hasta Europa, Asia, y el Medio Oriente.

## Historia
La leyenda acerca de como surge el nombre de esta cerveza según una mañana de 1899, en el interior de una pequeña fábrica de cerveza cerca de la Ciudad de México llamada "El Salto del Agua", tras elaborar algunas formulaciones, un maestro cervecero alemán observó un rayo de sol cayendo sobre la olla de cocimiento; el fenómeno llamó su atención, y en honor a esa experiencia, a su nueva cerveza la bautizó como "El Sol". En ese momento "El Sol" se popularizó para la clase trabajadora, quien requería una cerveza más refrescante, acorde a los momentos de descanso después del arduo trabajo físico. 
En 1912, Cervecería Moctezuma adquiere "El Salto del Agua" con ello el nombre de la cerveza, y para 1924, "El Sol", con su diseño original, se transforma en Cerveza Sol y comienza su expansión en la zona central del país, se popularizó en estados como Estado de México, Morelos, Puebla, Tlaxcala, Hidalgo, Veracruz, Oaxaca etc.
Tras la fusión con Cervecería Cuauhtémoc Moctezuma, Sol inició una campaña mercadotécnica, en 1980 con la que se inicia su exportación a países de Europa, destacando Reino Unido y Alemania por su aceptación a la marca. 
Con la intención de darla a conocer no solo en México, sino en el resto del mundo, en 1993 comienzan a extenderse bajo el eslogan “sé claro”, con el que se adentran incluso al mundo del fútbol, patrocinando a importantes clubes de la primera división como León, Club América, Cruz Azul y Chivas de Guadalajara. Cumpliéndose el objetivo de 1995 a 1997, Sol estaba presente en el 90% de México con diversas presentaciones acorde a sus mercados. En 1999 utilizando el eslogan “el fútbol nos une”, ya patrocinaba a 15 equipos de primera y segunda división. 
Sol continuó con su proceso de internacionalización, llegando a más de 50 países. Entre los esfuerzos de hacer visible a la marca, durante la década de los 90, la cerveza es vista en películas como The Matrix y el video musical de Rammstein: "Engel", dónde personajes de la banda beben la cerveza.
Queriendo renovarse y presentar nuevos productos, en 2008 presentaron a los consumidores la Cerveza Sol Sal y limón, y junto con Grupo Peñafiel, en 2011 presentaron Sol Clamato, una combinación de la cerveza con jugo Clamato, ideal para los climas tropicales; en ese mismo año se presenta el nuevo eslogan “La vida es fresca”. Cerveza Sol fue el patrocinador de la selección mexicana durante el mundial de Sudáfrica 2010 y tras la fusión de Cuauhtémoc-Moctezuma y Heineken en 2009, presenta una renovación en su imagen y envases en 2012. Cerveza Sol además patrocina a los clubes deportivos: Monarcas Morelia, Pachuca, Cruz Azul, Chivas de Guadalajara, Veracruz, Jaguares de Chiapas y Estudiantes Tecos.

## Producción
Cerveza Sol es una cerveza clara, poco amarga y refrescante, entre sus ingredientes se encuentran la malta, agua, levadura y un lúpulo resistente a la luz. Cuenta con 51 controles de calidad y 5 procesos especiales de filtrado y permanece 10 días en reposo a -1 °C para asegurar su sabor característico. Grado alcohólico: 4.2%. 
Presentaciones
- Cuartito (190ml)
- Media (355 ml)
- Lata (355 ml)
- Latón
- Caguama
- Caguamón (1.18 L)

Cerveza Sol Clamato nace de la combinación de dos productos: Cerveza Sol y Clamato (producto de Grupo Peñafiel). Tiene un color rojo fresco-opaco. Grado alcohólico: 2.5%. Solo existe en la presentación de lata (355 ml).
Cerveza Sol Limón y Sal es la primera cerveza saborizada en México, creada con base en los hábitos de consumo de cerveza en el país. Tiene un color clara brillante. Grado alcohólico: 4.2%. Solo existe en la presentación de lata (355 ml).

## Países de exportación
El significado universal de su nombre le han permitido incursionar en más de 50 países de América Latina, Europa, Asia, el Medio Oriente y Sudamérica.[cita requerida]